# Gare de Menton
Gare de Menton vasútállomás Franciaországban, Menton településen.

## Vasútvonalak
Az állomást az alábbi vasútvonalak érintik:
- Marseille–Ventimiglia-vasútvonal

## Kapcsolódó állomások
A vasútállomáshoz az alábbi állomások vannak a legközelebb:
- Gare de Carnolès
- Gare de Menton-Garavan